# James Hughes
James J. Hughes es un sociólogo y experto en bioética canadiense, profesor de políticas sanitarias en el Trinity College de Hartford, Connecticut.
Hughes fue el director de la Asociación Transhumanista Mundial entre el 2004 y el 2006, tras lo cual se puso al frente del Institute for Ethics and Emerging Technologies. Su libro Citizen Cyborg: Why Democratic Societies Must Respond to the Redesigned Human of the Future fue publicado por Westend Press en noviembre de 2004.
Oponiéndose al bioconservadurismo por un lado y al transhumanismo libertario por otro, Hughes propone una tercera vía identificada como transhumanismo democrático, una forma radical de tecnoprogresismo que apuntaría al desarrollo de las tecnologías de mejoramiento humano al tiempo que la intervención estatal al estilo del estado de bienestar las haría accesibles al conjunto de la población, estableciendo a su vez controles estatales a la investigación que certificasen su seguridad.